# Nasal uvular sorda
La nasal uvular sorda es un tipo de sonido consonántico extremadamente raro, utilizado en muy pocos idiomas hablados . El símbolo en el Alfabeto Fonético Internacional que representa este sonido es la nasal uvular pero con un diacrítico abajo que indica que es una consonante sorda ⟨ ɴ̥ ⟩. El símbolo X-SAMPA equivalente es . N\_0
También existe la nasal sorda preuvular  en el dialecto Mishongnovi del idioma hopi , que se articula un poco más al frente en comparación con el punto de articulación de la nasal uvular sorda prototípica, aunque no tan frontal como la nasal velar sorda prototípica. . El Alfabeto Fonético Internacional no tiene un símbolo separado para ese sonido, aunque se puede transcribir como ⟨ɴ̟̊⟩ (avanzado ⟨ɴ̥⟩), ⟨ŋ̠̊⟩ o ⟨ŋ̊˗⟩ (ambos símbolos denotan un ⟨ŋ̊⟩ retraído).

## Características
- Su punto de articulación es uvular, que significa que es articulada con la parte trasera de la lengua contra o cerca de la úvula.
- Su tipo de fonación es sorda, lo que significa que las cuerdas vocales no vibran durante la articulación.
- Es una consonante nasal, lo que significa que el aire escapa a través de la nariz.
- Es una consonante central, que significa que es producida permitiendo al aire fluir por la mitad de la lengua, en vez de los lados.
- La iniciación es egresiva pulmónica, que significa que es articulada empujando el aire de los pulmones y a través del tracto vocal, en vez del glotis o la boca.

## Ocurre en
Este raro fonema se logró encontrar en las lenguas chamdo : Lamo (dialecto Kyilwa), Larong (dialecto Tangre Chaya), Drag-yab (dialecto Razi). Contrasta con los fonemas, /ŋ/, /ŋ̊/ y /ɴ/.